# Per-Anders Rudelius
Per-Anders Rudelius, född 18 januari 1968 i Olofström, är en svensk dokumentärfilmare.  
Rudelius har tidigare filmat matprogrammet Solens mat som sändes i åtta säsonger på SVT mellan 2002 och 2009. 
Han har filmat "Kinas mat"  med programledaren Fredrik Önnevall under tre resor till Kina,
och även reportage för programmet Aspegren mitt i maten från bland annat England, Italien och Spanien.
Per-Anders Rudelius är mest känd för filmen Greven och frälsebönderna för vilken han tilldelades Eric Forsgrens dokumentärfilmpris 2014. 

## Filmografi
- Pojkarna och skotten i Rödeby - 2021
- Det goda livet – på spanska solkusten - 2019
- Bengt Berg – dömd och glömd, En konstnär, en bluesman och en fåraherde - 2017
- Hallå hör ni mig - 2017
- Tyskungarna – barn av de hatade - 2016
- Greven och frälsebönderna - 2013
- Minkfarmarna - 2012
- Den siste kustfiskaren - 2011
- Kinas Mat - 2010-12
- Svart måndag - vita knogar - 2010
- Småskalighetens hjältar - 2009
- Daniella och Jens - 2008
- Caj och hans demoner - 2006
- U-137 på grund - 2005
- Myten om prinsgrodan - 2005
- Mördaren från Hörby - 2004
- Aspegren mitt i maten - 1998
- Kronan – passion på djupet - 1996
- Älska mig för den jag är - 1995